# Valdivia (Antioquia)

Bandeira de Valdivia.

Localização de Valdivia no departamento de Antioquia.

Valdivia é uma cidade da Colômbia, no departamento de Antioquia. Dista 153 quilômetros da cidade de Medellín, capital do departamento. O município possui uma superfície de 545 quilômetros quadrados e sua população, de acordo com o censo de 2002, é formada por 11.963 habitantes.